# Madame Tussauds Amsterdam
Madame Tussauds Amsterdam è un museo delle cere che si trova ad Amsterdam, in Piazza Dam, vicino al Palazzo Reale.
Fondato nel 1970 è stato il primo Madame Tussauds ad essere aperto nell'Europa continentale, oltre ad essere la prima filiale estera dell'istituzione britannica. La collezione di Madame Tussauds Amsterdam è composta da una collezione di figure in cera di celebrità famose della musica, dello sport, del cinema ma anche del secolo d'oro olandese.

## Storia
L'edificio che ospita Madame Tussauds Amsterdam è stato progettato dall'architetto olandese A.J. Joling e costruito dal 1914 al 1917. Oggi l'edificio fa parte dei Rijksmonument.
L'idea di istituire un museo delle cere ad Amsterdam venne da Josephine Tussaud, imprenditrice e pronipote della fondatrice di Marie Tussaud. Il museo venne quindi fondato il 19 febbraio 1970 e,  circa un anno dopo, aprì le porte nella principale via commerciale Kalverstraat diventando il primo museo delle cere di Madame Tussauds al di fuori dal Regno Unito.
Nel 1991 Madame Tussauds Amsterdam si trasferì ai piani superiori dell'edificio della catena internazionale di negozi di abbigliamento Peek & Cloppenburg in Piazza Dam.